# Hapalophragmium pulchrum
Hapalophragmium pulchrum är en svampart som först beskrevs av Marjan Raciborski, och fick sitt nu gällande namn av Hans Sydow 1931. Hapalophragmium pulchrum ingår i släktet Hapalophragmium och familjen Raveneliaceae.   Inga underarter finns listade i Catalogue of Life.